# À main armée
Pour plus de détails, voir Fiche technique et Distribution.
À main armée (Robbery Under Arms) est un film britannique réalisé par Jack Lee, sorti en 1957.

## Synopsis
Australie, 1865. Les frères Marston, Dick et Jim, se retrouvent pris dans une vie de crime par leur père Ben et son ami, le capitaine Starlight, un célèbre voleur de bétail. Ils conduisent du bétail volé à Adélaïde, où Starlight se fait passer pour un gentleman anglais vendant son troupeau.
Les deux frères prennent leur part de l'argent récolté et se rendent à Melbourne. À bord du bateau, ils rencontrent les sœurs Kate et Jean Morrison, à qui ils font la cour. Ayant appris que Starlight a été arrêté, ils retournent chez eux, où ils échappent de peu à une arrestation.
Les frères retrouvent Starlight, évadé de prison, et avec son gang ils participent à une attaque de diligence, au cours de laquelle un soldat est tué. Dick et Jim partent chercher de l'or dans le but de gagner les États-Unis. Ils retrouvent Kate, désormais mariée mais toujours attirée par Dick, et Jean, qui épouse Jim.
Alors que les deux frères allaient partir pour une nouvelle vie, le capitaine Starlight et son gang arrivent pour voler la banque. Pendant l'attaque, plusieurs personnes sont tuées, y compris une mère cherchant à protéger son enfant. Jim Marston est capturé et est sur le point d'être lynché lorsqu'un soldat arrive pour l'arrêter. Dick est tué en permettant à Jim de s'échapper. Jim se cache avec Starlight et son père, mais sa femme lui manque et il retourne la voir. Starlight et Ben Marston sont tués par la police et Jim Marston est arrêté.

## Fiche technique
- Titre original : Robbery Under Arms
- Titre français : À main armée
- Réalisation : Jack Lee
- Scénario : Alexander Baron (en), W.P. Lipscomb, d'après le roman de Thomas Alexander Browne (en)
- Direction artistique : Alex Vetchinsky
- Décors : Ken Muggleston
- Costumes : Olga Lehmann
- Photographie : Harry Waxman
- Son : Bill Daniels, Geoffrey Daniels
- Montage : Manuel del Campo
- Musique : Mátyás Seiber
- Production : Joseph Janni
- Production exécutive : Earl St. John
- Société de production : The Rank Organisation
- Société de distribution : Rank Film Distributors
- Pays d'origine :  Royaume-Uni
- Langue originale : anglais
- Format : couleur (EastmanColor) — 35 mm — 1,75:1 — son mono
- Genre : film policier
- Durée : 99 minutes
- Dates de sortie : 
  - Royaume-Uni : 3 octobre 1957
  - France : 15 août 1958

## Distribution
- Peter Finch : Capitaine Starlight
- Ronald Lewis : Dick Marston
- David McCallum : Jim Marston
- Maureen Swanson : Kate Morrison
- Jill Ireland : Jean Morrison
- Ursula Finlay : Grace
- Laurence Naismith : Ben Marston
- Jean Anderson : Ma
- Edna Morris : la tante
- Dudy Nimmo : Eileen
- Vincent Ball : George Storefield